# Lê Lợi, quận Ngô Quyền
Lê Lợi là một phường thuộc quận Ngô Quyền, thành phố Hải Phòng, Việt Nam.

## Địa lý
Phường Lê Lợi có diện tích 0,24 km², dân số năm 2022 là 10.812 người, mật độ dân số đạt 45.050 người/km².

## Lịch sử
Ngày 15 tháng 1 năm 1981, UBND TP. Hải Phòng ban hành Quyết định số 83/QĐ-UBND về việc thành lập phường Lê Lợi thuộc quận Ngô Quyền.
Ngày 20 tháng 7 năm 2022, HĐND TP. Hải Phòng ban hành Nghị quyết số 26/NQ-HĐND về việc:
- Thành lập tổ dân phố số 4 trên cơ sở 2 tổ dân phố: số 13, số 14 và một phần của tổ dân phố số 15.
- Thành lập tổ dân phố số 5 trên cơ sở 2 tổ dân phố: số 16, số 17 và một phần của tổ dân phố số 15.